# Wojciech Bojanowski
Wojciech Bojanowski (ur. 1984) – polski dziennikarz telewizyjny, od 2007 związany z TVN i TVN24, a od 2022 także z CNN. Autor reportaży i filmów dokumentalnych.

## Życiorys
Dorastał w Knurowie na Górnym Śląsku. Ukończył studia na Uniwersytecie Jagiellońskim, na kierunku dziennikarstwo i komunikacja społeczna. 
Pracował dla TVP Kraków, „Panoramy” w TVP2, „Wydarzeń” w Polsacie. Publikował reportaże w „Dużym Formacie” i „Newsweeku”. Jest związany z telewizją TVN, z redakcjami „Faktów” i „Superwizjera”. Zajmuje się tematyką zagraniczną i dziennikarstwem śledczym.
Na początku 2022 m.in. w Kijowie relacjonował zniszczenia, które spowodowały ostrzały przez rosyjskie wojsko podczas inwazji Rosji na Ukrainę.
Od 2022 występuje ze swoimi krótkimi relacjami w języku angielskim dla CNN w programie „Connect the World", w którym przybliża widzom wybrane wydarzenia dziejące się w Polsce. Pierwszym jego łączeniem z amerykańskim studiem była przeprowadzona z nim na żywo rozmowa przez dziennikarkę Biancę Nobilo, w której z Katowic komentował sytuację związaną z przechodzącą nad Polską w lipcu falą upałów. Mówił również, jak z wysokimi temperaturami radzą sobie mieszkańcy i turyści przybywający do miasta.

## Filmografia
- „Droga przez piekło”[9] – reportaż z miejscowości Calais we Francji, opowiadający o dramatycznych próbach przedostania się na drugą stron kanału La Manche migrantów, uchodźców i polskich kierowcach ciężarówek; uhonorowany nagrodą Grand Press 2016 w kategorii Dziennikarstwo telewizyjne
- „Śmierć w komisariacie”[5] – reportaż o śmierci Igora Stachowiaka w komisariacie Wrocław Stare Miasto w maju 2016; uhonorowany Nagrodą Grand Press 2017 w kategorii Dziennikarstwo śledcze
- „Brazylijska wojna futbolowa” – reportaż o gangach narkotykowych i przygotowaniach Brazylii do Mistrzostw Świata w Piłce Nożnej w 2014
- „Słowiańska gra w wojnę” – reportaż o rosyjskiej agresji na Ukrainę[10] w Donbasie na Ukrainie w 2014
- „Niech toną” – dokument o obojętności Europy wobec dramatu uchodźców; wyróżniony nagrodą Grand Press 2020 w kategorii Reportaż telewizyjny/wideo[11].